# Dead Promises
Dead Promises es una canción del grupo finlandés de rock The Rasmus, y es la sexta pista de su álbum de 2005 Hide from the Sun. En este tema colabora la también finesa Apocalyptica, tocando el chelo; Apocalyptica y The Rasmus son consideradas bandas amigas y muy cercanas. 

## Créditos
The Rasmus
- Lauri Ylönen: Vocales
- Pauli Rantasalmi: Guitarra
- Eero Heinonen: Bajo
- Aki Hakala: Batería